# Campanades a morts
Campanades a morts és el vuitè disc de llarga durada publicat per Lluís Llach el 1977.
La cançó de la cara A del disc de vinil, «Campanades a morts», que té una durada de vint minuts i que dona nom al disc, recorda la massacre que va succeir el 3 de març de 1976 al barri de Zaramaga, a Vitòria (País Basc), en què, arran d'una vaga d'obrers, la Policia Nacional matà cinc persones. Els assassinats van tenir lloc a l'església de Sant Francesc d'Assís de Vitòria.
El disc recull quatre composicions més: «A la taverna del mar», inspirada en la versió que Gabriel Ferrater va escriure del poema de Konstandinos Kavafis; «Laura», una peça dedicada a la seva companya inseparable, la gran guitarrista, Laura Almerich, té una profunda càrrega emotiva, i és tractada a la manera intimista i suggerent habitual a l’obra del cantautor empordanès; «Vinyes verdes vora el mar», una lúcida musicació del conegut poema de Josep M. de Sagarra, potència al màxim la força lírica del text i demostra a bastament l’interès de la conversió d’alguns poemes en cançons; i finalment «Cançó d’amor», probablement una de les obres més complexes i més reeixides de Lluís Llach.
El 1979 guanyà la primera edició del Premi Disc Català de l'Any concedit per Ràdio 4.
El 3 de març de 2006, Llach interpretà aquesta peça al pavelló Fernando Buesa Arena de Vitòria per commemorar el 30è aniversari d'aquests fets.

## Cançons
1. Campanades a morts
2. A la taverna del mar
3. Laura
4. Vinyes verdes vora el mar
5. Cançó d'amor

## Fitxa tècnica
- Editat per: Movieplay 17.0915/8 LP. 1977 (reeditat per Fonomusic 892040/9 1989)
- Arranjaments: Manel Camp i Lluís Llach
- Direcció musical: Manel Camp
- Direcció de gravació: G. de la Puerta
- Enginyers de so: Alan Florence i Joan Sirvent
- Estudis de gravació: Sonoland i Gema